# Синдром Мориака
Синдро́м Мориа́ка — тяжёлое осложнение сахарного диабета 1 типа у детей. Впервые описан французским врачом Пьером Мориаком (P. Mauriac, 1882—1963) в 1930 году.

## Патогенез
Патогенез неизвестен. Остаётся спорным вопрос о том, является ли синдром особой формой сахарного диабета или это сочетание двух заболеваний. Основной причиной синдрома Мориака считают хроническую инсулиновую недостаточность. Задержку роста связывают с катаболическим действием глюкокортикоидов, которые избыточно выделяются с повышенной реактивностью коры надпочечников, а половой инфантилизм объясняют торможением соматотропной и гонадотропной функцией гипофиза.

## Клиническая картина
Синдром Мориака чаще развивается у детей с тяжёлым течением сахарного диабета 1 типа, длительно не получавших адекватной терапии инсулином. Клиническая картина характеризуется развитием и прогрессированием гепатомегалии, «кушингоидным» перераспределением подкожной жировой клетчатки (избыток жира на бедрах, на груди, на животе, круглое лунообразное лицо, яркий румянец на щеках), задержкой физического и полового развития.

## Лечение
Основная цель лечения — стойкая компенсация сахарного диабета.
Лечение включает подбор адекватной дозы инсулина. Пациентам в рационе ограничивают жиры, однако обеспечивают достаточное количество углеводов, в том числе и легкоусваиваемых. Назначают липотропные препараты, витаминов, в том числе группы B, физиотерапевтических процедур на область печени. Для стимуляции роста назначают анаболические стероиды в возрастных дозировках.

## Профилактика
Чёткое соблюдение всех принципов лечения сахарного диабета.

## Прогноз
При соблюдении стойкой компенсации сахарного диабета прогноз благоприятный.